# IC 2462
IC 2462 ist eine Spiralgalaxie vom Hubble-Typ S im Sternbild Löwe an der Ekliptik, die schätzungsweise 408 Millionen Lichtjahre von der Milchstraße entfernt ist.
Das Objekt wurde am 14. April 1896 von Stéphane Javelle entdeckt.